# PTGS1
PTGS1 (англ. Prostaglandin-endoperoxide synthase 1) – білок, який кодується однойменним геном, розташованим у людей на короткому плечі 9-ї хромосоми. Довжина поліпептидного ланцюга білка становить 599 амінокислот, а молекулярна маса — 68 686.
| 10         |  | 20         |  | 30         |  | 40         |  | 50         |
| ---------- |  | ---------- |  | ---------- |  | ---------- |  | ---------- |
| MSRSLLLWFL |  | LFLLLLPPLP |  | VLLADPGAPT |  | PVNPCCYYPC |  | QHQGICVRFG |
| LDRYQCDCTR |  | TGYSGPNCTI |  | PGLWTWLRNS |  | LRPSPSFTHF |  | LLTHGRWFWE |
| FVNATFIREM |  | LMRLVLTVRS |  | NLIPSPPTYN |  | SAHDYISWES |  | FSNVSYYTRI |
| LPSVPKDCPT |  | PMGTKGKKQL |  | PDAQLLARRF |  | LLRRKFIPDP |  | QGTNLMFAFF |
| AQHFTHQFFK |  | TSGKMGPGFT |  | KALGHGVDLG |  | HIYGDNLERQ |  | YQLRLFKDGK |
| LKYQVLDGEM |  | YPPSVEEAPV |  | LMHYPRGIPP |  | QSQMAVGQEV |  | FGLLPGLMLY |
| ATLWLREHNR |  | VCDLLKAEHP |  | TWGDEQLFQT |  | TRLILIGETI |  | KIVIEEYVQQ |
| LSGYFLQLKF |  | DPELLFGVQF |  | QYRNRIAMEF |  | NHLYHWHPLM |  | PDSFKVGSQE |
| YSYEQFLFNT |  | SMLVDYGVEA |  | LVDAFSRQIA |  | GRIGGGRNMD |  | HHILHVAVDV |
| IRESREMRLQ |  | PFNEYRKRFG |  | MKPYTSFQEL |  | VGEKEMAAEL |  | EELYGDIDAL |
| EFYPGLLLEK |  | CHPNSIFGES |  | MIEIGAPFSL |  | KGLLGNPICS |  | PEYWKPSTFG |
| GEVGFNIVKT |  | ATLKKLVCLN |  | TKTCPYVSFR |  | VPDASQDDGP |  | AVERPSTEL  |

A: Аланін

C: Цистеїн

D: Аспарагінова кислота

E: Глутамінова кислота

F: Фенілаланін

G: Гліцин

H: Гістидин

I: Ізолейцин

K: Лізин

L: Лейцин

M: Метіонін

N: Аспарагін

P: Пролін

Q: Глутамін

R: Аргінін

S: Серин

T: Треонін

V: Валін

W: Триптофан

Кодований геном білок за функціями належить до оксидоредуктаз, пероксидаз. 
Задіяний у таких біологічних процесах, як метаболізм жирних кислот, метаболізм ліпідів, біосинтез жирних кислот, біосинтез ліпідів, біосинтез простагландинів, метаболізм простагландинів, альтернативний сплайсинг. 
Білок має сайт для зв'язування з іонами металів, іоном заліза, гемом. 
Локалізований у мембрані, ендоплазматичному ретикулумі, мікросомах.